# Aftertouch (álbum de Princess Chelsea)
Aftertouch es el tercer álbum de estudio de la cantante y productora Neozelandesa Princess Chelsea y su primera colección de covers. Fue lanzado el 14 de octubre de 2016 a través de Lil’ Chief Records y abarca grabaciones realizadas entre 2010 y 2016.
Fue producido por la misma Chelsea junto a Jonathan Bree y Luke Rowell, quienes colaboraron en la elaboración de arreglos que combinan elementos de pop alternativo, chamber pop y toques electrónicos característicos de la propuesta sonora de Princess Chelsea.
Es un álbum de covers de músicos y bandas como Craft Spells, Disasteradio, Elvis Presley, Interpol, Lucinda Williams, Marianne Faithfull, Nirvana, The Beatles y The Reduction Agents.
Las canciones fueron grabadas en un período de seis años, siendo "And I Love Her" la primera, grabada en 2010.
El video musical de "Morning Sun" fue lanzado el 26 de septiembre de 2016. La canción "Aftertouch",  además de ser un cover de Disasteradio, es la que le da el título al álbum.

## Lista de canciones
| N.º | Título                                       | Duración |  |
| 1.  | «Next Exit» (Interpol)                       | 5:12     |  |
| 2.  | «Come as You Are» (Nirvana)                  | 3:49     |  |
| 3.  | «Can't Help Falling in Love» (Elvis Presley) | 3:22     |  |
| 4.  | «Morning Sun» (Marianne Faithful)            | 3:53     |  |
| 5.  | «Side Of The Road» (Lucinda Williams)        | 3:50     |  |
| 6.  | «And I Love Her» (The Beatles)               | 3:59     |  |
| 7.  | «Aftertouch» (Disasteradio)                  | 3:48     |  |
| 8.  | «Cold Glass Tube» (The Reduction Agents)     | 6:27     |  |
| 9.  | «After the Moment» (Craft Spells)            | 4:28     |  |